# Escragnollia taunayi
Escragnollia taunayi är en insektsart som beskrevs av Schmidt 1922. Escragnollia taunayi ingår i släktet Escragnollia och familjen spottstritar. Inga underarter finns listade i Catalogue of Life.